# Karl Wilhelm Berkhan

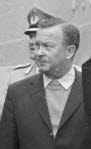
Karl-Wilhelm Berkhan (1971)

Karl Wilhelm „Willi“ Berkhan (* 8. April 1915 in Hamburg; † 9. März 1994 ebenda) war ein deutscher Lehrer und Politiker (SPD). Er war Mitglied der Hamburger Bürgerschaft, des Deutschen Bundestages und des Europäischen Parlaments. Von 1969 bis 1975 Parlamentarischer Staatssekretär beim Bundesminister der Verteidigung und von 1975 bis 1985 Wehrbeauftragter des Deutschen Bundestages.

## Leben und Beruf
Berkhan wurde 1915 als Sohn eines Bürovorstehers in Hamburg-Eimsbüttel geboren. Von 1925 bis 1931 besuchte er das Wilhelm-Gymnasium in Hamburg. Nach der mittleren Reife absolvierte er eine mehrjährige Maschinenbaulehre und besuchte von 1935 bis 1937 die Höhere Technische Staatslehranstalt Hamburg.

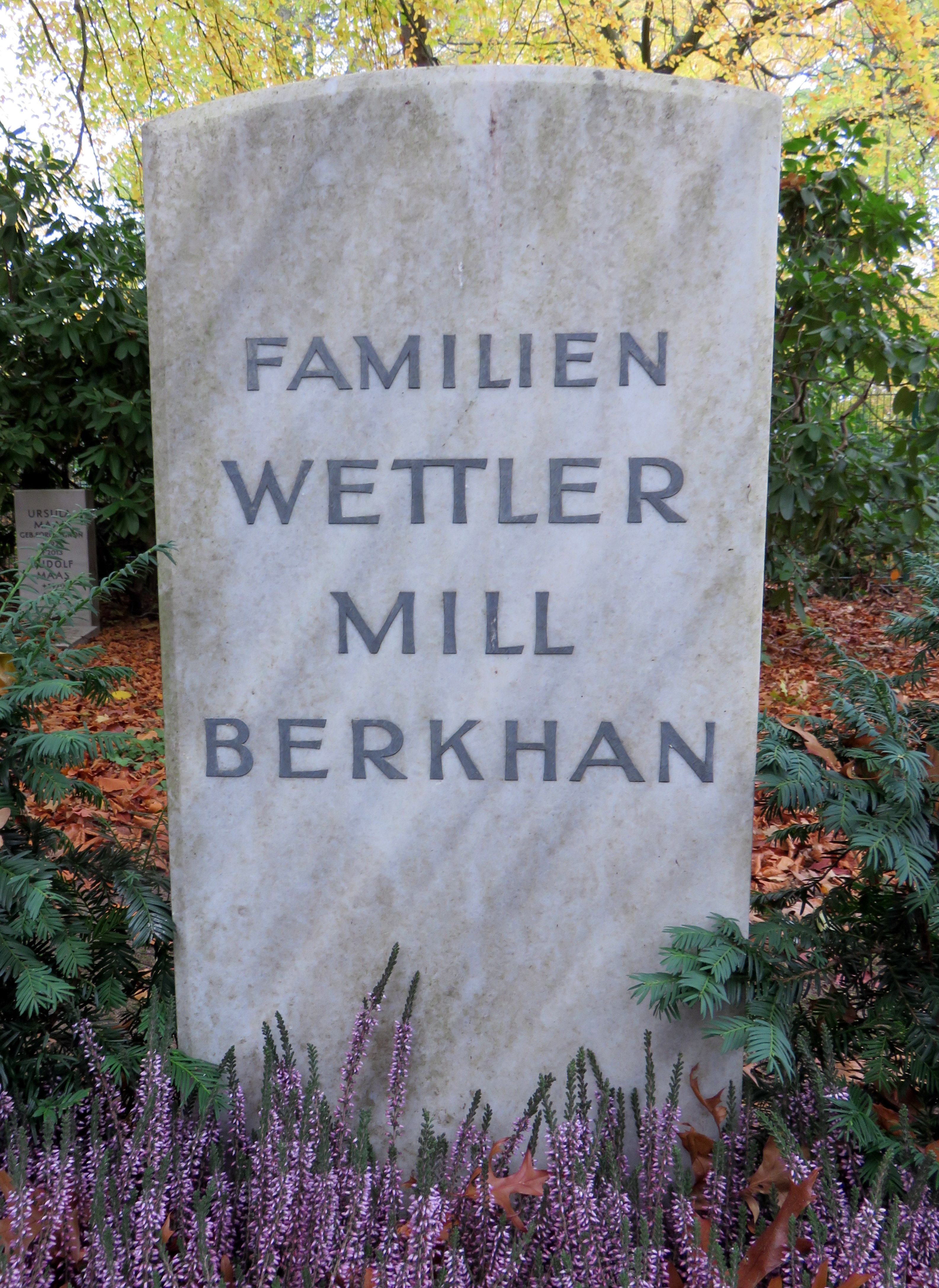
Familiengabstein Berkhan auf dem Friedhof Ohlsdorf

Danach wurde er zum Reichsarbeitsdienst eingezogen. 1939 trat er in das Fliegerausbildungsregiment in Oschatz in die Wehrmacht ein. Danach war er als Flugzeugmotorenschlosser in der Kriegswirtschaft tätig. 1941 wurde er mit dem Kriegsverdienstkreuz II. Klasse mit Schwertern ausgezeichnet. Zuletzt bekleidete er den Dienstgrad eines Oberleutnants. 1942 erfolgte die Übernahme in die Beamtenlaufbahn der Wehrmacht. 1944 wurde er zum Fliegeroberingenieur befördert.
Nach dem Krieg war er kurzzeitig Kriminalbeamter in Hamburg und besuchte von 1945 bis 1947 das Berufspädagogische Institut Hamburg. Ab 1947 war er Gewerbeoberlehrer in Hamburg. Von 1947 bis 1953 studierte er Erziehungswissenschaften an der Universität Hamburg. Über den zweiten Bildungsweg wurde er Berufsschullehrer (Studienrat).
In der Bundeswehr bekleidete er den Dienstgrad eines Hauptmanns der Reserve der Luftwaffe.
Berkhan war verheiratet. Seit der Studienzeit war er mit Helmut Schmidt befreundet. Am Brahmsee, dem Feriendomizil Schmidts, waren Berkhan und Schmidt Nachbarn.
Karl Wilhelm Berkhan wurde auf dem Ohlsdorfer Friedhof in Hamburg im Planquadrat L 14 südlich der Cordesallee und westlich der Ringstraße beigesetzt.

## Politik

### Partei
Schon in der Weimarer Republik gehörte Berkhan der Sozialistischen Arbeiterjugend an. Nach 1945 beteiligte er sich am Wiederaufbau der SPD in Hamburg. 1946 war er Mitbegründer des Sozialistischen Deutschen Studentenbundes (SDS). Berkhan gehörte zum Distrikt (Ortsverein) Fuhlsbüttel. Von 1949 bis 1954 war er Kreisvorsitzender der SPD Hamburg-Nord. In dieser Zeit verzeichnete der SPD-Kreis über 10.000 Mitglieder.

### Abgeordneter
Von 1953 bis 1957 gehörte Berkhan der Hamburgischen Bürgerschaft an.
Von 1957 bis zu seiner Mandatsniederlegung am 19. März 1975 war er Mitglied des Deutschen Bundestages (Wahlkreis 13 (Altona)). Hier war er von 1967 bis 1969 Vorsitzender des Arbeitskreises „Sicherheitsfragen“ der SPD-Bundestagsfraktion und stellvertretender Vorsitzender des Verteidigungsausschusses. 
Berkhan ist stets als direkt gewählter Abgeordneter des Wahlkreises Hamburg-Altona in den Bundestag eingezogen, zuletzt mit 57,3 % der Erststimmen. Sein Nachfolger war Siegfried Röhlig bis 1976 und Horst Gobrecht von 1976 bis 1984.
Vom 11. November 1959 bis zum 29. November 1961 gehörte er außerdem dem Europäischen Parlament an.

### Öffentliche Ämter
Am 22. Oktober 1969 wurde Berkhan als Parlamentarischer Staatssekretär beim Bundesminister der Verteidigung in die von Bundeskanzler Willy Brandt geführte Bundesregierung berufen. Nach seiner Wahl zum Wehrbeauftragten schied er am 19. März 1975 aus dem Amt.
Vom 19. März 1975 bis zum 19. März 1985 war Berkhan Wehrbeauftragter des Deutschen Bundestages. Er war ursprünglich nicht die erste Wahl der SPD für dieses Amt gewesen. Als sich aber der eigentliche SPD-Kandidat Werner Buchstaller gegen den CDU-Kandidaten Leo Ernesti nicht durchsetzen konnte (beide bekamen nicht die erforderliche Mehrheit der Mitglieder des Bundestages), nominierte die SPD-Fraktion Berkhan. Er erhielt dann 418 von 464 abgegebenen Stimmen, da die CDU nunmehr auf einen eigenen Kandidaten verzichtet hatte und zum Großteil für Berkhan stimmte. Als Wehrbeauftragter mahnte Berkhan, dass die Diskussion um die Innere Führung der Bundeswehr nicht zum Selbstzweck werden dürfe. Die Truppenpraxis müsse weiter an den ideellen Anspruch angenähert werden. Mit der Novellierung des Gesetz über den Wehrbeauftragten des Deutschen Bundestages im Jahr 1982 wurde das Büro des Wehrbeauftragten organisationstechnisch in die Bundestagsverwaltung eingegliedert. Sein Nachfolger als Wehrbeauftragter wurde der CDU-Politiker Willi Weiskirch.

## Auszeichnungen
- 1985: Ehrendoktorwürde der Hochschule der Bundeswehr Hamburg

## Schriften (Auswahl)
- Der Wehrbeauftragte des Deutschen Bundestages. In: Udo Kempf, Herbert Uppendahl (Hrsg.): Ein deutscher Ombudsmann. Der Bürgerbeauftragte von Rheinland-Pfalz unter Berücksichtigung von Petitionsinstanzen in Europa und Nordamerika. VS Verlag für Sozialwissenschaften, Wiesbaden 1986, ISBN 978-3-663-09851-5, 76–89.